# Mwana Africa Football Club
O Mwana Africa Football Club é um clube de futebol com sede em Bindura, Zimbabwe. A equipe compete no Campeonato Zimbabuense de Futebol.

## História
O clube foi fundado em Bindura.